# ジョセフ・ボナパルト湾
座標: 南緯14度20分 東経128度50分 / 南緯14.333度 東経128.833度
ジョセフ・ボナパルト湾（Joseph Bonaparte Gulf）は、オーストラリア北西部にある湾である。北側に開けており、ティモール海と結ばれている。ダーウィンの町の南西約200kmに位置し、200km四方の広さを有する。ヴィクトリア川やオード川などが流れ込む。ジョゼフ・ボナパルトとはフランスの皇帝ナポレオン1世の兄のこと。この湾は彼のために名付けられた。